# Взятие Ак-Мечети
Взятие Ак-Мечети в 1853 году — эпизод русско-кокандской войны, крупное боестолкновение начального этапа кампании, в ходе которого отряд Русской армии под руководством генерала Перовского установил контроль над городом Ак-Мечетью (теперешняя Кызылорда) на реке Сырдарья.

## Предыстория
В первой половине XIX века в результате военной экспансии кокандцев южные районы сегодняшнего Казахстана вошли в состав Кокандского ханства. Для закрепления вновь завоёванных регионов кокандцами в начале XIX века было начато строительство северной ветви крепостей, в которую входили такие укрепления как Ак-Мечеть, Аулие-Ата, Мерке, Туркестан, Сузак, Чалдовар, Шиш-Тюбе, Ток-мок, Пишпек и другие.
Крепость Акмечеть была заложена на левом берегу Сырдарьи Омар-ханом правителем Кокандского ханства около 1817 года как форпост в казахских степях и опорный пункт для совершения набегов, а через год перенесена на правый берег реки. Крепость покровительствовала вторгавшимся в российские пределы грабителям. Расположенная на пересечении караванных путей — из Ташкента, Бухары и Хивы через Атбасар в Западную Сибирь, через Тургай в Троицк и Оренбург, — она имела важное стратегическое значение, запирая у Аральского моря все пути в Среднюю Азию, и считалась среднеазиатскими народами неприступною.
Россия продолжала ставшую привычной приграничную войну, отправляя отряд за отрядом в степь от Оренбурга и со стороны Сибири, преследуя шайки разбойников и продвигаясь за ними шаг за шагом вглубь Азии. В 1847 году в низовьях Сырдарьи русские построили Раимское укрепление и начали продвигаться в южном направлении. Основным препятствием для их дальнейшего продвижения и освоения верховьев реки была Ак-Мечеть.

## Причины и предпосылки
В марте 1851 года оренбургский военный губернатор В. А. Обручев составил на имя императора записку, в которой обосновывал необходимость захвата кокандской крепости Ак-Мечеть, а в перспективе и нового похода на Хиву. С целью сомкнуть Сибирскую линию с Оренбургской и положить конец влиянию кокандцев в этих землях, было решено овладеть Ак-мечетью, так как в 1850-х годах кокандцы стали тревожить территории империи, отбивая и угоняя скот и облагая местные казахские роды тяжёлыми поборами и повинностями.
Однако, в том же 1851 Обручев покинул занимаемую должность и управление Оренбургским краем вновь перешло в руки В. А. Перовского. Последний поддержал идею захвата Ак-Мечети и стал собирать силы для большого похода, тем более, что обстановка благоприятствовала. Более того, в рапорте на имя императора Николая I Перовский настаивал на уничтожении всех кокандских и хивинских крепостей на обоих берегах Сырдарьи.
Постоянно тлевшая в Кокандском ханстве борьба между кочевниками-кипчаками и оседлыми сартами в 1852 году переросла в настоящую войну. В октябре 1852 года в урочище Былкыллам произошло сражение между армиями лидера «кипчакской парти» Мусульманкул и старшего брата хана Малля-бека. Битва была очень сумбурной, обе стороны после первого столкновения отступили, но в итоге победа осталась за правительственными войсками. В самом Коканде сарты устроили страшную резню кипчаков. Подобные жестокости, естественно, никак не способствовали консолидации кокандцев и ослабляли внешнее положение государства.
А обострившиеся отношения между великими державами заставляли спешить. Тем более, что находившийся в Оренбурге хивинский посол во время переговоров с Перовским угрожал ему, что хан может отдать свои владения в районе Сырдарьи турецкому султану или англичанам. При этом посол проговорился, что ещё в 1851 году хивинский сановник был послан для обсуждения этого вопроса в Тегеран, где находился «именитый турок от лица султана». При этом оказывать какую-либо помощь Коканду Хива не собиралась, да и вообще относилась к нему не слишком благожелательно.

## Первый штурм
Весной 1852 полуторатысячное войско под командованием Якуб-бека, тогдашнего коменданта Ак-Мечети, вторглось в русские владения, но было вовремя обнаружено и бежало от русского отряда, бросив награбленный у казахов скот. После этого стало понятно, что одними оборонительными действиями не обойтись и вопрос следует решить радикально, овладев кокандской Ак-Мечетью.
С этой целью командир отдельного Оренбургского корпуса генерал-адъютант Перовский приказал корпусному обер-квартирмейстеру Бларамбергу отправиться в Аральск, сформировать там отряд и, неожиданно явившись под Ак-мечетью, взять её и разрушить. Отряду в 470 человек удалось занять наружную ограду крепости, но цитадель взять не удалось — оказалось, что их штурмовые лестницы слишком коротки. Потеряв 20 человек убитыми и 52 ранеными, отряд отступил. На обратном пути были уничтожены 3 покинутых кокандцами укрепления: Кумыш-курган, Чим-курган и Кош-курган.

## Расстановка сил

### Крепость Ак-мечеть
Крепость Ак-Мечеть была расположена на огромной впадине, окружённой со всех сторон камышовыми и кустарниковыми зарослями. Эта впадина носила название Бекалы-Кога и во время половодья заполнялась водами Сырдарьи через Караозек.
Укрепления Ак-Мечети, как это часто бывает в средневековых городах, образовывали две линии: внешнюю и собственно крепость, которая была окружена рвом с водой и имела глинобитные стены высотой около 9 метров с башнями на углах и на серединах фасов, имевших более 50 сажен (100 м.) длины каждый. Внутренние стены возводились гораздо выше наружных, создавая многоярусную композицию, функционально обусловленную требованиями фортификации.
Для строительства крепостей использовался широко распространённый в Средней Азии и на юге Казахстана лёссовый суглинок, обладающий хорошей упругостью. По воспоминаниям А. Н. Куропаткина, участвовавшего в Туркестанских походах 15 лет спустя, «артиллерийская подготовка того времени не могла проделать большие бреши в толстых азиатских стенах».
Дополнительной защитой городу служили также протоки Сырдарьи. Внутри крепости находились три колодца с пресной водой, две мечети, медресе и около 50 глинобитных домиков.
Гарнизон состоял из 300 воинов при 3 орудиях.

### Отряд Перовского
В состав отряда входили: три роты 4-го Оренбургского линейного батальона, 5 с половиной сотен уральских, 2 сотен оренбургских казаков и 5 сотен башкиро-мещерякского войска, прислуга к 36 орудиям (которые были взяты из попутных укреплений), команда и сапёрная команды. От морского ведомства: железный пароход «Перовский» в 40 сил под командованием капитан-лейтенанта Алексея Ивановича Бутакова.
Весь отряд состоял из 2168 военнослужащих, в том числе 89 офицеров и чиновников (3 генерала, 12 штаб-офицеров, 50 обер-офицеров, 10 зауряд-офицеров, 14 чиновников разных ведомств), при 12 орудиях и 5 мортирах, а также 500 казахов-волонтёров, служивших разведчиками и перевозивших грузы. По другим данным, численность отряда достигала 2350 солдат и офицеров и 500 казахов.

## Второй штурм

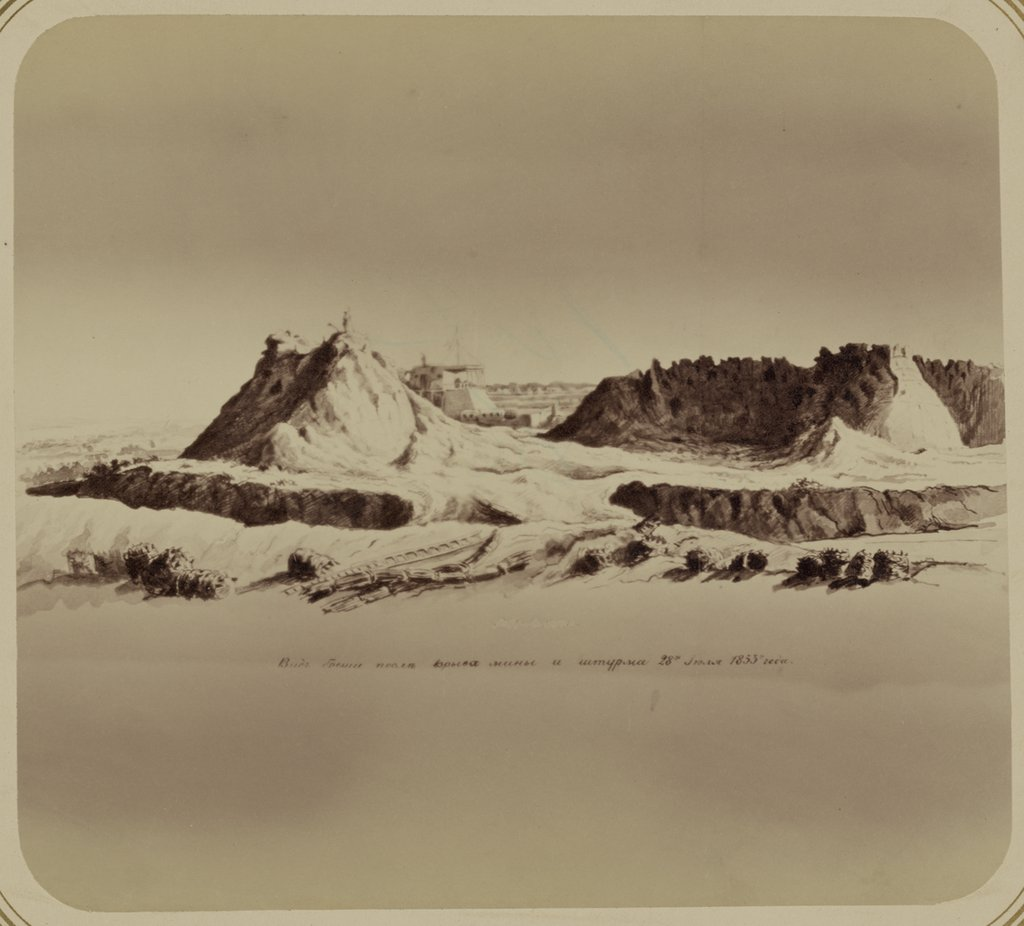
Вид коканской крепости Ак-Мечети после штурма 28 июля 1853 г.

В следующем, 1853 году, решено было повторить рейд Бларамберга в более широких размерах. Во главе экспедиции стал сам командир Оренбургского корпуса генерал-адъютант Перовский, а руководство осадными работами было возложено на специально для этой операции отправленного из Петербурга Императором генерал-майора С. А. Хрулёва. 6 мая 1853 года первая колонна отряда под руководством Перовского выступила из Оренбурга.
Пройдя 410 км в 16 переходов за 18 дней, головные эшелоны отряда Перовского прибыли к вражеской крепости 3 июля (по старому стилю) 1853 г. Последние эшелоны подтянулись два дня спустя. К ночи на 8 июля осаждавшие возвели пять батарей. Почти сразу после окончания осадных работ между русскими и крепостью произошла перестрелка, причём кокандцы бросали со стен самодельные гранаты. Отрядом было выпущено около 160 снарядов из пушек и мортир и 40 ракет. Но огонь артиллерии оказался малоэффективным: русские снаряды не пробивали глинобитные стены крепости толщиной более 8 м, сбивали только иногда зубцы с них, а осаждённые отвечали довольно метким огнём из ружей.
11 июля осаждавшим удалось разбить артиллерийским огнём восточную башню. После этого успеха в данном месте сосредоточили все 12 орудий, пробивших в крепостных стенах большую брешь. Воспользоваться достигнутым успехом не удалось — штурма сразу не начали, а в ночь на 13 июля кокандцы брешь заделали.
Было решено подвести к крепости апроши и заложить мину под одну из башен. В ночь на 28 июля (10 августа по новому стилю), через 25 дней после начала осады, был назначен генеральный штурм. При этом особо отличилась сапёрная команда Лейб-гвардии Сапёрного батальона (23 человека), под начальством штабс-капитана Николая Осиповича Орловского. Работы были трудные, потому, что подкоп вёлся в местности, изрезанной оросительными каналами, так что потребовался 21 день, чтобы добраться до крепостного рва. Гарнизон всячески пытался затруднить осаду, но сапёры, работавшие неустанно день и ночь, прорыли крытый проход через ров, соорудили минную камеру и взорвали стену (заложено 40 пудов пороха). В образовавшуюся брешь в 40 саженей шириной немедленно был направлен картечный огонь батарей, однако отведение перед взрывом войск были отведены на 500 метров от стены дало возможность защитникам оправиться после первого испуга и два раза успешно отбить атаку бреши, только после третьей атаки атакующие заняли обвал и стены, откуда открыли огонь по внутренности крепости. Интересно, что одновременно с сапёрными работами осаждающих кокандцы также пытались подвести свою мину под траншеи русских, однако сапёры Хрулёва их опередили и обрушили кокандскую траншею ручными гранатами. Пехота и спешенные казаки заняли стены и башни крепости, и через час, к 4 ч. 30 мин., крепость была взята. Комендант Ак-Мечети Мухаммед-Вали погиб в схватке. Хрулёв за это дело был произведён в генерал-лейтенанты и через полтора года уже сам руководил обороной на Камчатском люнете в Севастополе, обрушивая французские минные галереи.

## Бой при Кум-Суате
Новый ташкентский беклярбек Шодман-ходжа решил проявить рвение и уже в середине августа 1853 г. предпринял поход с целью отбить у русских Ак-Мечеть. Численность его армии достигала 7000 человек.
Навстречу кокандцам из Ак-Мечети выступил отряд войскового старшины Бородина, включавший 150 уральских казаков, 120 солдат пехотинцев, 3 единорога. 24 августа на берегу Сыр-Дарьи произошло сражение. В течение целого дня кокандцы атаковали многократно уступавший им по численности отряд русских, но каждый раз меткий ружейный и картечный огонь заставлял их отступить. На следующий день Шодман-ходжа увёл своё войско.

## Контратака кокандцев
14 декабря 1853 года скопище в 12 тыс. человек, состоявшее в основном из конницы, при 17 медных орудиях подступило к форту, где тогда находилось 1055 человек гарнизона при 14 орудиях и 5 мортирах. Укрепление ещё не было окончено и выдержать осады не могло. Поэтому комендант форта подполковник М. В. Огарев решился произвести вылазку. 18 декабря на рассвете 450 человек, при 4 орудиях и 2-х ракетных станках, выступили из форта под командой капитана Шкупя, скрытно подошли к юкокандцев, установили пушки незаметно для неприятеля, и открыли огонь.
Коканцы, заметив малочисленность отряда, решили воспользоваться численным превосходством своим и начали обхватывать фланги и заходить в тыл, чтобы совершенно отрезать отряд от форта. Значительное число коканцев попыталось ударить в тыл русским, так что в центре, при орудиях и в лагере, толпы значительно поредели. Шкупь немедленно этим воспользовался: оставив на позиции только 3 взвода пехоты (110 чел.) и одну сотню казаков, с остальными 6-ю взводами (до 230 чел.) и одною сотнею он бросился вперёд, опрокинул неприятельских стрелков и захватил все 17 орудий и весь лагерь. В то же время, на помощь к оставшимся на позиции взводам, подоспели две небольших вылазки каждая в 80 чел. при 1 орудии, которые и ударили в тыл обходившим коканцам. Кокандцы потерял до 2000 убитыми и ранеными, 7 знамён, 17 орудий и 130 пудов пороху. Русские потеряли 18 убитыми и 49 ранеными. Подполковник Огарев за этот успех, был произведён в генерал-майоры и получил орден святого Георгия 4-й степени.

## Итоги и последствия
За взятие кокандских крепостей генерал от кавалерии Перовский удостоился императорского рескрипта с благодарностью и решением о переименовании крепости Ак-Мечеть в форт-Перовский. Взятие Ак-Мечети принесло Перовскому европейскую славу, а для России это был первый город во внутренней Азии, взятый её войсками.
Взятие Ак-Мечети положило начало процессу включения Кокандского ханства в состав Российской империи. По мнению казахского историка Бейсембиева, Россия была единственной европейской державой, поддерживавшей стабильную связь со Средней Азией, главным образом, путем караванной торговли через Казахстан. Стремление ее укрепить свои позиции в среднеазиатском регионе было исторически закономерным.
Новые линии завершили формирование единой системы военно-оборонительных укреплений Российской империи в Центральной Азии. Сырдарьинская линия явилась прямым продолжением Оренбургской линии, связанная с ней кордоном укреплений от Аральского моря до нижнего течения Урала. Новококандская замкнула цепь западных и восточных военных дистанций. В октябре 1853 г. Россия вступила в Крымскую войну, и на некоторое время её наступательное движение в Средней Азии приостановилось, однако уже в 1867 г. в Средней Азии на основе покорённых царскими войсками территорий было образовано Туркестанское генерал-губернаторство.
В сфере военной несомненным достижением явилось то, что российское командование преодолело легкомысленный, предвзято-пренебрежительный взгляд на противника. Осада Ак-Мечети или Пишпека велась по всем правилам военного искусства, с применением инженерных сооружений (апрошей, мантелетов, насыпей и т. д.) и довольно многочисленной артиллерии. В полевых сражениях умело использовались большая дисциплинированность и выучка русских солдат и, особенно, превосходство в огневой мощи.